# Пласковусачівцеві
Пласковусачівцеві (лат. Callidiini Mulsant, 1839) — велика, імовірно поліфілетична, триба жуків з родини Скрипунових. У прийнятих на сьогодні межах, триба Пласковусачівцевих налічує близько 30 родів, розповсюджених на всіх континентах за винятком Антарктиди.

## Молекулярна філогенія
Остаточного філогенетичного бачення триби Пласковусачівцеві на сьогодні все ще немає. Дані попередніх філогенетичних досліджень свідчать, що триба є поліфілетичною. Існує щонайменше дві окремі і незалежні клади: 1) роди Pyrrhidium — Phymatodes; 2) Callidium — Oupyrrhidium — Ropalopus — Semanotus. Спорідненість цих клад щодо інших трибів підродини Козакових (Cerambycinae) у різних дослідженнях значно відрізняються. В одному випадку Pyrrhidium — Phymatodes споріднений із трибами Деревачцеві (Hylotrupini) і Бунчужницеві (Compsocerini), а в інших — до трибів Elaphidiini й Осівцеві (Clytini). Другу гілку Пласковусачівцевих (роди Callidium — Oupyrrhidium — Ropalopus — Semanotus) розміщують як сестринську до трибів Oemini і Phoracanthini або трибів Tillomorphini й Phoracanthini. Така відмінність зумовлена різним набором даних, включаючи різну кількість і набір видів та генетичних маркерів, за якими здійснювався аналіз. Для остаточного розв'язання філогенії Пласковусачівцевих потребуються додаткові дослідження.

## Найбільші роди
До сучасної триби Пласковусачівцевих залічують такі роди:
1. Agada Fairmaire, 1892
2. Callidiellum Linsley, 1940
3. Пласковусач — Callidium Fabricius, 1775
4. Calydon Thomson, 1864
5. Dolomius Fairmaire, 1903
6. Dundaia Holzschuh, 1993
7. Elatotrypes Fisher, 1919
8. Erythrocalla Aurivillius, 1928
9. Gerdberndia Holzschuh, 1982
10. Idiocalla Jordan, 1903
11. Кізлик — Leioderes L. Redtenbacher, 1849
12. Lioderina Ganglbauer, 1885
13. Meriellum Linsley, 1957
14. Oupyrrhidium Pic, 1900
15. Palaeocallidium Plavilshtshikov, 1940
16. Paraxylocrius Niisato, 2009
17. Хитрик — Phymatodes Mulsant, 1839
18. Physocnemum Haldeman, 1847
19. Pnigomenus Bosq, 1951
20. Prionopsis Fairmaire, 1886
21. Рогачиця — Pronocera Motschulsky, 1859
22. Вогняник — Pyrrhidium Fairmaire, 1864
23. Rejzekius Adlbauer, 2008
24. Булавоніг — Ropalopus Mulsant, 1839
25. Rutjana Danilevsky, 2020
26. Мальованець — Semanotus Mulsant, 1839
27. Thrichocalydon Bosq, 1951
28. Turanium Baeckmann, 1923
29. Xylocrius LeConte, 1873